# 布恩维尔 (肯塔基州)
布恩维尔（英語：Booneville），是美国肯塔基州的一座城市。建立于1846年，面积约为1.6平方公里（0.6平方英里）。根据2010年美国人口普查，该市的人口为81人。